# Kanton Le Vésinet
Kanton Le Vésinet (fr. Canton du Vésinet) je francouzský kanton v departementu Yvelines v regionu Île-de-France. Skládá se ze dvou obcí.

## Obce kantonu
- Montesson
- Le Vésinet